# Psacasta exanthematica
Psacasta exanthematica, auch Große Natternkopf-Schildwanze genannt, ist eine Wanze aus der Familie der Schildwanzen (Scutelleridae).

## Merkmale
Die Wanzen werden 8,0 bis 11,0 Millimeter lang. Sie haben einen hochgewölbten, gelblich bis schwarzbraun gefärbten Körper, der bei manchen Individuen eine violette Tönung haben kann. Die Tiere sind dicht mit zahlreichen weißen Flecken bedeckt. Auf dem Schildchen (Scutellum) liegen drei etwas größere weiße Flecken.

## Vorkommen und Lebensraum
Die Art ist um den gesamten Mittelmeerraum und östlich bis nach Zentralasien verbreitet. Beidseits der Alpen dringt sie nördlich nach Mitteleuropa vor und ist in Deutschland im Oberrheingraben und im Südosten Bayerns nachgewiesen. In Österreich gibt es regelmäßig Nachweise im Osten in Niederösterreich, Wien und Burgenland. In Tirol und Kärnten wird sie nur vereinzelt beobachtet. Sie ist in Mitteleuropa überall selten.
Psacasta exanthematica besiedelt trockene, temperaturbegünstigte, offene Lebensräume.

## Lebensweise
Die Wanzen leben unter Raublattgewächsen (Boraginaceae), besonders Natternköpfen (Echium) und Ochsenzungen (Anchusa), selten auch unter anderen Gattungen der Familie. Sie sind durch ihre Färbung gut an die ähnlich gefärbten, vertrockneten Grundblätter ihrer Nahrungspflanzen angepasst. Die Überwinterung findet als Imago statt. Pro Jahr wird eine Generation ausgebildet. Nymphen treten bis in den September auf, die adulten Tiere der neuen Generation ab August.

## Belege